# جوش غريفيثز
جوش غريفيثز هو فنان قتالي برازيلي، ولد في 25 أبريل 1980 في سان دييغو في الولايات المتحدة.